# ۴ دقیقه (ترانه)
«۴ دقیقه» (به انگلیسی: 4 Minutes) تک‌آهنگی از هنرمند اهل ایالات متحده آمریکا مدونا، جاستین تیمبرلیک است که در ۱۷ مارس ۲۰۰۸ منتشر شد. این تک‌آهنگ در آلبوم آب‌نبات سفت قرار داشت.